# Маріанна Тьорьок
Маюска Торок де Сендро (Пушкаш де Дітро), також відома як Джавідан Ханем (нім. May Torok von Szendro; 15 червня 1877, Філадельфія, Пенсильванія, США — 5 серпня 1968, Грац, Австрія) — угорська шляхтанка, друга дружина єгипетського хедива Аббаса II.

## Передісторія
Маюска (українською — Майя, Травева), дочка Тівадара Пушкаша де Дітро та графині Софі Веттер фон дер Лілі, народилася у Філадельфії, США. Сім'я Софі, незважаючи на її ім'я, є угорською, оскільки всі її нащадки по жіночій лінії мали угорське походження. Рід Веттерів вважався спорідненим до дому Валуа (фон дер Лілі), тому вони були пов'язані майже з усіма європейськими монархами. Тівадар походив із родини секеїв. Першим чоловіком Софі був граф Джозеф Тьорок де Сендро, з яким вона одружилася за римо-католицькою церемонією 28 серпня 1870 року в нині зруйнованому замку Хохенванг у Мюрцталі. Цей шлюб виявився невдалим, у 1873 році вони покинули одне одного, а потім офіційно розлучилися після того, як в червні 1881 року Софі прийняла реформатську релігію. Пізніше обидва члени пари одружилися повторно. У 1876 році Софі познайомилася з Тівадаром Пушкашем у Парижі, потім вирушила до Бремена, звідти на човні під назвою Неккар 21 липня 1876 року вона прибула до Нью-Йорка. У березні 1882 року в Лондоні Софі вийшла заміж за Тивадара Пушкаша, а пізніше, після його смерті в 1893 році, за художника Карла Черна (в 1896 році).
На момент народження Маюшки розлучення Софі ще не було вирішене, тому Маюска не була свідомо хрещена чи зареєстрована її батьками, а також дві її сестри не народилися пізніше. У родині зверталися до прізвиськ, Маюську прозивали Май. Тівадар Пушкаш переїхав до Парижа 24 грудня 1878 року, де 5 січня 1881 року народилася Меггі. Наприкінці 1884 року родина переїхала до Будапешта, де 9 листопада 1886 року народилася молодша дівчинка Тея. У 1890 році Софі разом з Мей переїхала до Відня, ймовірно, щоб піклуватися про матір. У період з березня 1891 по лютий 1894 року Софі Пушкаш володіла замком і маєтком Ваазен, але вони не жили там разом з Мей.
У січні 1892 року Макс Гуссарек фон Хайнлайн, пізніший австрійський прем'єр-міністр, колишній учитель Аббаса, поїхав до Єгипту, щоб взяти на себе обов'язки особистого секретаря, взявши з собою нехрещену Мей, якій було менше 15 років. Заради морганатичного шлюбу він представив дівчинку правителю як графиню Мей Тьорок. Ця витончена брехня є однією з основ поширеної зараз помилкової думки. Інша полягає в тому, що деякі угорські журналісти ототожнювали її з її старшою сестрою, справжньою графинею Маріанною Тьорок, яка вже була дружиною барона Артура Мюллера де Клінгспора, бомбардир-лейтенанта. Тому в Єгипті Мей була відома як графиня Мей Тьорок і згодом вона використовувала це ім'я там до свого навернення до ісламу.
Софі та Тівадар уклали спадковий договір для забезпечення спадщини своїх дочок, який було представлено вдовою Софією Пушкаш у судових процесах після смерті Тівадара Пушкаша 16 березня 1893 року, і Угорський королівський суд відповідно назвав неповнолітніх дочок, Маюшка Пушкаш і Маргіт Пушкаш і Теодора Пушкаш. Отже, Маюшка Пушкаш — офіційна назва пізнішої Джавідан Ханум. У березні 1893 року вона все ще була в Єгипті, тому її батько не зміг досить швидко забрати її на похорон. Але пізніше вона таки покинула Єгипет. 26 березня 1895 року вона дала фортепіанний концерт у «Vigadó» в Будапешті, зігравши твори Гріга, Бадеревського, Мендельсона та Шумана.

## Шлюб
У 1900 році Маюска повернулася до Єгипту і уклала з правителем таємний, «приватний» шлюбний контракт. Це, мабуть, сталося в липні, бо газети тоді почали, що Аббас II хедив тримає гарем. Через незвичайні в ісламській культурі сімейні стосунки, приховані від громадськості, населення і політична еліта Єгипту сприймали Маюшку як аморальну жінку, таку собі віденську танцівницю. 9 травня 1910 року вона прийняла іслам, а в записі назвала ім'я Мей Торок, відоме в Єгипті 17 років до цього. Після цього вона більше ніколи не використовувала це ім'я. Вона була змушена зберігати таємницю свого походження до кінця життя монарха, поважаючи його релігію та ім'я мусульманина. Офіційний шлюб відбувся 28 лютого 1910 року за участю Великого муфтія Єгипту.
Маюска прийняла іслам у присутності великого муфтія. Тоді її називали принцесою Джавідан Ханем, дружиною хедива Єгипту. Аббас розлучили зі своєю першою дружиною, Ікбал-Ханим, колишньою рабинею в домі його матері. 

## Як дружина
Мей супроводжував хедива в його подорожах до Туреччини та Європи, а також до Єгипту, чого раніше не було відомо. Оскільки судовий протокол забороняв жінкам брати участь у державних заходах, Маріанна за потурання чоловіка ходила на офіційні прийоми в чоловічому вбранні. Саме як молодий палацовий чиновник, «одягнений у дратуючий задушливий високий комір і тарбуш, я супроводжував хедива 8 лютого 1909 року під час закладки останнього каменю під час будівництва Асуанської греблі», — описує вона у своїх мемуарах. Одного разу, забувши, що вона повинна бути чоловіком, хедив ніжно подивився на неї і запитав: «Mon amour, est-ce que tu n'es pas fatiguée?», що вразило людей, що стояли поруч.
У своїх власних спогадах «Гарем», опублікованих у Берліні в 1930 році, Маріанна намагається описати життя жінок у замкнутому середовищі султанських і хедивіальних гарамликів. Вона стверджувала, що брала активну участь у розбудові Чибуклі Сараю з самого початку його створення, що саме вона планувала та затверджувала озеленення садів палацу. Як член Червоного Хреста вона приносила розраду жертвам першої Балканської війни 1912 року. У Мостородському палаці Маріанна розважала дружин іноземних високопоставлених осіб грою на піаніно. Вона влаштувала сеанси, які були скасовані Аббасом.
У статті, опублікованій 3 березня 1928 року в Nationalzeitung, колишній угорець Аббаса Хільмі, Келемен Арвай, описав Джавідан-Ханум так: «рідкісна красуня та розумна, сердечна жінка, яка справляла заспокійливий вплив на часто роздратованого хедіва… Вона розкішно жила в палаці Мостород біля Матаріє. Фантастична власність мала великий сад і великі сільськогосподарські ділянки, доходи від яких були призначені їй. Вона була добрим духом для європейців при дворі хедивіалів».

## Розлучення
У 1913 році Маріанна і Аббас розлучилися. Причиною стали нові стосунки Аббаса з Жоржетт Месні, відомої як Андре де Люсанж, з якою він познайомився в Максима в Парижі минулого літа. За словами Келемена А'рвая, вони разом повернулися до Єгипту. Лусанж описували як «20-річну невисоку, худу, густо нафарбовану жінку, яка роздавала свої послуги за 20 франків і одного разу в оточенні хедіва шпигувала на користь французького уряду». Її також звинуватили у від'їзді Маріанни: «Саме її інтриги підштовхнули Джавідану-Ханем покинути палац і повернутися до Європи».

## Подальше життя
Зростаючий вплив Австро-Угорщини та Німеччини не відповідав британським колоніальним устремлінням, тому шлюб супроводжувався багатьма необґрунтованими та наклепницькими нападками, які в Угорщині можна пов'язати з іменами журналістів Єньо Ракоші, Еміля Шомори та Корнеля Таборі. У травні 1913 року Джавідан-Ханум поїхала через Опатію до Будапешта, а потім до Відня і не повернулася до Єгипту. 7 серпня 1913 року Александрійський шаріатський суд оголосив про розлучення. Вона не повернувся до Угорщини через загрозу негласних нападів і визнання, тому після розлучення вона оселилася у австрійській частині Австро-Угорщини. 24 квітня 1917 року на вулиці Візінгерштрассе, 3 у 1-му районі Відня було відкрито салон одягу та краси. 1 листопада 1922 року Османська імперія припинила своє існування. Джавідан-Ханум у віці 45 років стала особою без громадянства. У той час, мабуть, вона переїхала до Німеччини, де започаткувала свою активність як художниця. У 1925 році Kirstner & Siegel надрукували її ноти в Лейпцигу. Наприклад, «Три пісні, голос і сопілка; 1. Він вилазить через ґратчасте вікно. 2. Наш сад оточений високим муром. 3. Копаю могилу мовчки. Всього 7 сторінок, ціна: 1,5 млн. Композитор: Шехерезада Джавідан».
Маріанна і надалі займалася музикою, виступала з фортепіанними концертами, писала оповідання. Збереглися її сценарії кіно і театру. За нинішніми відомостями, збереглося також її 7 радіоігор. 6 червня 1927 року віденська щоденна газета Viennese daily вийшла з таким заголовком: «Королівська кіноактриса». Стаття проілюстрована фотографією 50-річчя Джавідани. і мала такі тези: «Розлучена дружина колишнього єгипетського хедива Аббаса Хільмі II знялася як кіноактриса і намагається знятися в східному фільмі, написаному для неї. Принцеса, яка зараз перебуває в Берліні, — велика красуня. Вона все ще багата колишня хедивська дама універсальної землі, яка роками жила в Константинополі».
2 червня 1929 р. Arbeitermille аркуш видання Graz сістив статтю «Гюльнехаль». Тут вона публікує оповідання. Автобіографічно натхненна книга Джавідан Ханум «Гарем» була опублікована в 1930 році німецькою, а потім у 1931 році англійською. Редагуючи книгу, її молодша сестра, Теодора Пушкаш, яка на той час була місіс. Теа Ронай. 4 грудня 1930 року Der Wieneras публікує оповідання Джавідана «Весілля дочки паші». Знання Джавідана на фортепіано вдосконалив Ойген д'Альберт, а її літературні задатки згладив Герхарт Гауптман.
28 лютого 1934 року Маріанна повернулася до Австрії. 9 червня 1934 року вона вже мала у Відні співбесіду з доктором Теодором Саппером, націоналістом Die Stunde. Згодом вона часто виступає на радіо та публікується у пресі з інформацією про східні традиції. Так, 26 квітня 1940 р. у Vienna Tax вийшла «Розмова про Єгипет і англійців», 17 серпня 1941 року Neues Wiener Tagblatt опублікувала новелу «Гамман». У 1942 році було опубліковано «Ґюльзар Трояндовий сад».
У 1942 році Джавідан-Ханум розуміє, що у неї немає належних документів, що посвідчують особу, тому вона попросила Маріанну, свою сестру, надати заяву про своє походження, яка включала термін шлюбу з Тьорок, оскільки Тівадар Пушкаш був американським громадянином.
У лютий 1943 р. вона взяла участь у церемонії покладання вінків у Будапешті з нагоди 50-річчя телефонного вісника. Її можна побачити на плівці Будапештського кіноархіву з ідентифікаційним номером mvh-0991-04.
19 грудня 1944 року помер Аббас Хільмі II. Джавідан-Ханум тепер могла використовувати своє ім'я як Баян/Джанан Джавідан. 17 березня 1951 року вона з'явилася в Парижі. 14 квітня 1951 року вона подала заявку на роль однієї з глав у серіалі «Королева на один день», зйомки якого проходили в Лондоні. Британська бюрократія відмовила 74-річній пані у візі. Джавідан-Ханум почала страйкувати перед англійським посольством, про що в достатній кількості опублікувала французька преса. Оскільки позиція Великої Британії під впливом міжнародної громадської думки не змінилася, в 1952 році Джавідан-ханум повернулася до Австрії, де він жила у свого двоюрідного брата в замку Гайнфельд протягом двох років, а потім у 1954 році купила невелику квартиру в Граці, Wittekweg 7, на 3 поверсі. Саме тоді, у віці 77 років, вона почала малювати, чергуючи красиві єгипетські пейзажі та кошмарні гаремні зображення. Вона створила близько 150 картин. 1 лютого 1959 року була організована виставка її творів. 16 червня 1967 року Kleine Zeitung відвідала 90-річну принцесу. У 91 рік вона перенесла гостру серцеву недостатність та інфаркт міокарда. Спочиває Маріанна на кладовищі Санкт-Леонард у Граці.
Під час Другої світової війни вона жила у Відні, а в кінці війни переїхала до Інсбрюка, де в липні 1945 року працювала перекладачкою для французького військового уряду.

## Походження
|  |                                        |  |  |  |  |  |  |  |  |  |  |  |  |  |  |  |
|  | 8. Тівадар Пушкаш де Дітро             |  |  |  |  |  |  |  |  |  |  |  |  |  |  |  |
|  |                                        |  |  |  |  |  |  |  |  |  |  |  |  |  |  |  |
|  |                                        |  |  |  |  |  |  |  |  |  |  |  |  |  |  |  |
|  | 4. Ференц Пушкаш де Дітро              |  |  |  |  |  |  |  |  |  |  |  |  |  |  |  |
|  |                                        |  |  |  |  |  |  |  |  |  |  |  |  |  |  |  |
|  |                                        |  |  |  |  |  |  |  |  |  |  |  |  |  |  |  |
|  | 9. Алоїзія Урбаніцька                  |  |  |  |  |  |  |  |  |  |  |  |  |  |  |  |
|  |                                        |  |  |  |  |  |  |  |  |  |  |  |  |  |  |  |
|  |                                        |  |  |  |  |  |  |  |  |  |  |  |  |  |  |  |
|  | 2. Тівадар Пушкаш де Дітро             |  |  |  |  |  |  |  |  |  |  |  |  |  |  |  |
|  |                                        |  |  |  |  |  |  |  |  |  |  |  |  |  |  |  |
|  |                                        |  |  |  |  |  |  |  |  |  |  |  |  |  |  |  |
|  | 5. Марія Агрікола                      |  |  |  |  |  |  |  |  |  |  |  |  |  |  |  |
|  |                                        |  |  |  |  |  |  |  |  |  |  |  |  |  |  |  |
|  |                                        |  |  |  |  |  |  |  |  |  |  |  |  |  |  |  |
|  | 1. Маюшка Пушкаш де Дітро              |  |  |  |  |  |  |  |  |  |  |  |  |  |  |  |
|  |                                        |  |  |  |  |  |  |  |  |  |  |  |  |  |  |  |
|  |                                        |  |  |  |  |  |  |  |  |  |  |  |  |  |  |  |
|  | 12. Граф Фердинанд Веттер фон дер Лілі |  |  |  |  |  |  |  |  |  |  |  |  |  |  |  |
|  |                                        |  |  |  |  |  |  |  |  |  |  |  |  |  |  |  |
|  |                                        |  |  |  |  |  |  |  |  |  |  |  |  |  |  |  |
|  | 6. Граф Фердинанд Веттер фон дер Лілі  |  |  |  |  |  |  |  |  |  |  |  |  |  |  |  |
|  |                                        |  |  |  |  |  |  |  |  |  |  |  |  |  |  |  |
|  |                                        |  |  |  |  |  |  |  |  |  |  |  |  |  |  |  |
|  | 13. Софія фон Дернат                   |  |  |  |  |  |  |  |  |  |  |  |  |  |  |  |
|  |                                        |  |  |  |  |  |  |  |  |  |  |  |  |  |  |  |
|  |                                        |  |  |  |  |  |  |  |  |  |  |  |  |  |  |  |
|  | 3. Графиня Софі Веттер фон дер Лілі    |  |  |  |  |  |  |  |  |  |  |  |  |  |  |  |
|  |                                        |  |  |  |  |  |  |  |  |  |  |  |  |  |  |  |
|  |                                        |  |  |  |  |  |  |  |  |  |  |  |  |  |  |  |
|  | 14. Йозеф фон Вахтлер ауф Вестін       |  |  |  |  |  |  |  |  |  |  |  |  |  |  |  |
|  |                                        |  |  |  |  |  |  |  |  |  |  |  |  |  |  |  |
|  |                                        |  |  |  |  |  |  |  |  |  |  |  |  |  |  |  |
|  | 7. Жозефіна фон Вахтлер ауф Всетін     |  |  |  |  |  |  |  |  |  |  |  |  |  |  |  |
|  |                                        |  |  |  |  |  |  |  |  |  |  |  |  |  |  |  |
|  |                                        |  |  |  |  |  |  |  |  |  |  |  |  |  |  |  |
|  | 15. Сидонія Шарф                       |  |  |  |  |  |  |  |  |  |  |  |  |  |  |  |
|  |                                        |  |  |  |  |  |  |  |  |  |  |  |  |  |  |  |
|  |                                        |  |  |  |  |  |  |  |  |  |  |  |  |  |  |  |